# 로돌포 닌 노보아

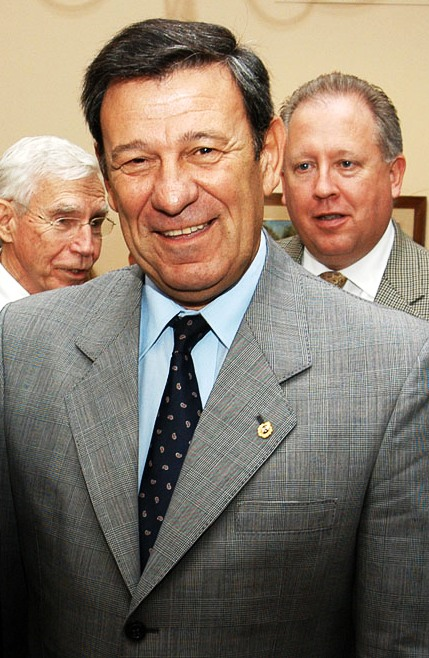
로돌포 닌 노보아

로돌포 닌 노보아(스페인어: Rodolfo Nin Novoa, 1948년 1월 25일 ~ )는 우루과이의 정치인이다. 2005년 타바레 바스케스 하에서 루이스 안토니오 이에로 로페스 (Luis Antonio Hierro López)를 승계하여 부통령직을 맡았으며, 2010년 3월 1일에 퇴임하였다.

## 참고
1. ↑  로이터연합 (2005년 3월 2일). “우루과이 첫 좌파 대통령 취임”. 한겨레. 2005년 3월 14일에 원본 문서에서 보존된 문서. 2010년 9월 12일에 확인함.